# ینو اوهلیاریک
ینو اوهلیاریک (مجاری: Uhlyárik Jenő; ۱۵ اکتبر ۱۸۹۳ – ۲۳ آوریل ۱۹۷۴) ورزشکار شمشیربازی اهل مجارستان بود.
وی در مسابقات کشوری و بین‌المللی در مجموع برندهٔ ۱ مدال نقره شده‌است.